# Tokyo Opera City Tower
Tokyo Opera City Tower – wieżowiec w Shinjuku, w Japonii o wysokości 234 m. Budynek otwarto w 1997, ma 54 kondygnacje.